# Pygophalangodus gemignanii
Pygophalangodus gemignanii is een hooiwagen uit de familie Gonyleptidae.